# Economia del Tadjikistan

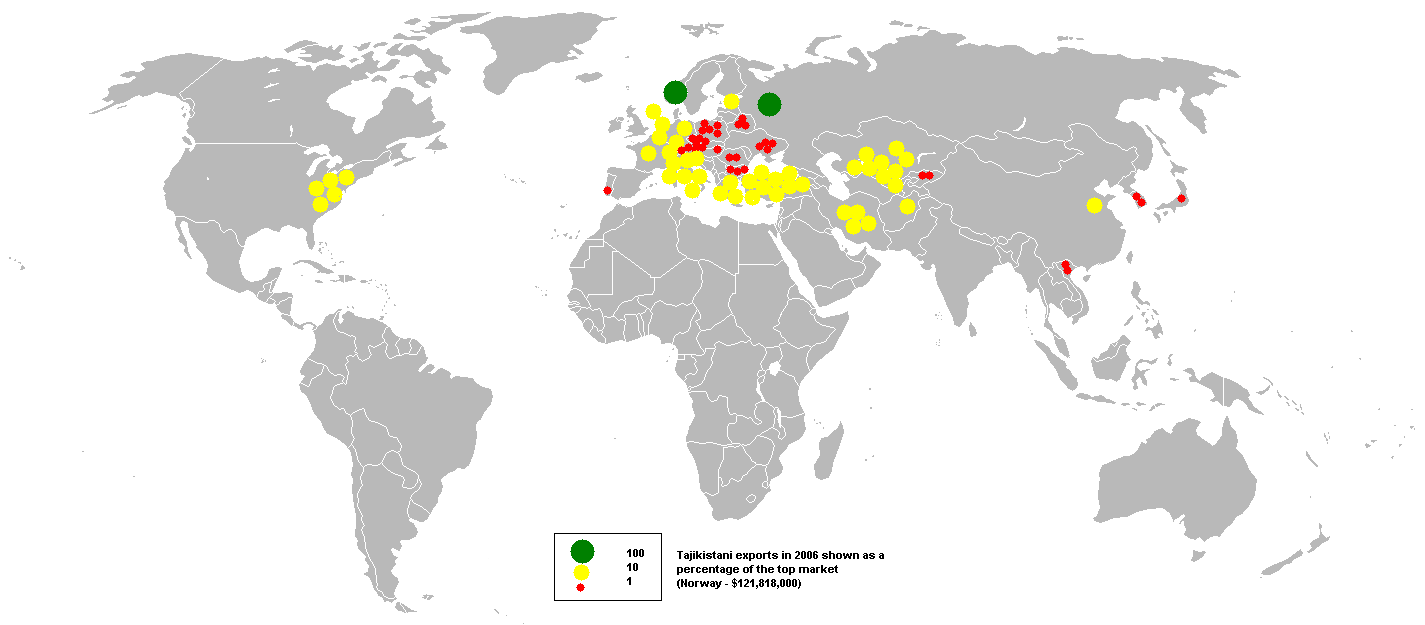
Mapa d'exportacions de l'any 2006.

Tadjikistan té un dels més baixos PIB per capita entre els ex-membres de la Unió Soviètica. A causa d'escassetat d'ocupacions al país, gairebé meitat de la seva força de treball viu en l'exterior. Amb prou feines 7% del seu territori pot ser utilitzat para agricultura. El cotó és el principal cultiu, però el sector sofreix amb deutes i tècniques obsoletes.
Els principals recursos minerals són la plata, l'or, urani i tungstè. La indústria consisteix bàsicament d'una gran fàbrica d'alumini, usinas hidroelèctriques i petites fàbriques obsoletes, especialment d'articles lleus i aliments.